# 직령
직령(直領), 또는 직령포(直領袍)은 한국의 전통 옷이다. 남자가 주로 겉옷으로 입을 수도 있었으며, 평시 입는 옷으로써 일년 내내 입었다. 조선시대에는 상복으로도 입었다. 임진왜란 이후에는 겉옷으로서의 용도는 줄어들고 속옷으로 사용되는 경우가 많아졌다.

## 같이 보기
- 한복
- 포 (옷)